# Lecanicephalum peltatum
Lecanicephalum peltatum is een lintworm (Platyhelminthes; Cestoda). De worm is tweeslachtig. De soort leeft als parasiet in andere dieren.
Het geslacht Lecanicephalum, waarin de lintworm wordt geplaatst, wordt tot de familie Lecanicephalidae gerekend. De wetenschappelijke naam van de soort werd voor het eerst geldig gepubliceerd in 1890 door Linton.